# Neukieritzsch (stacja kolejowa)
Neukieritzsch (niem: Bahnhof Neukieritzsch) – stacja kolejowa w Neukieritzsch, w kraju związkowym Saksonia, w Niemczech. Znajduje się na linii Leipzig – Hof i Neukieritzsch – Chemnitz. W latach 1909–1999 obsługiwała również pociągi na linii Neukieritzsch – Pegau. Według DB Station&Service ma kategorię 4.

## Linie kolejowe
- Linia Leipzig – Hof
- Linia Neukieritzsch – Chemnitz
- Linia Neukieritzsch – Pegau